# Kollektiv Herzogstrasse

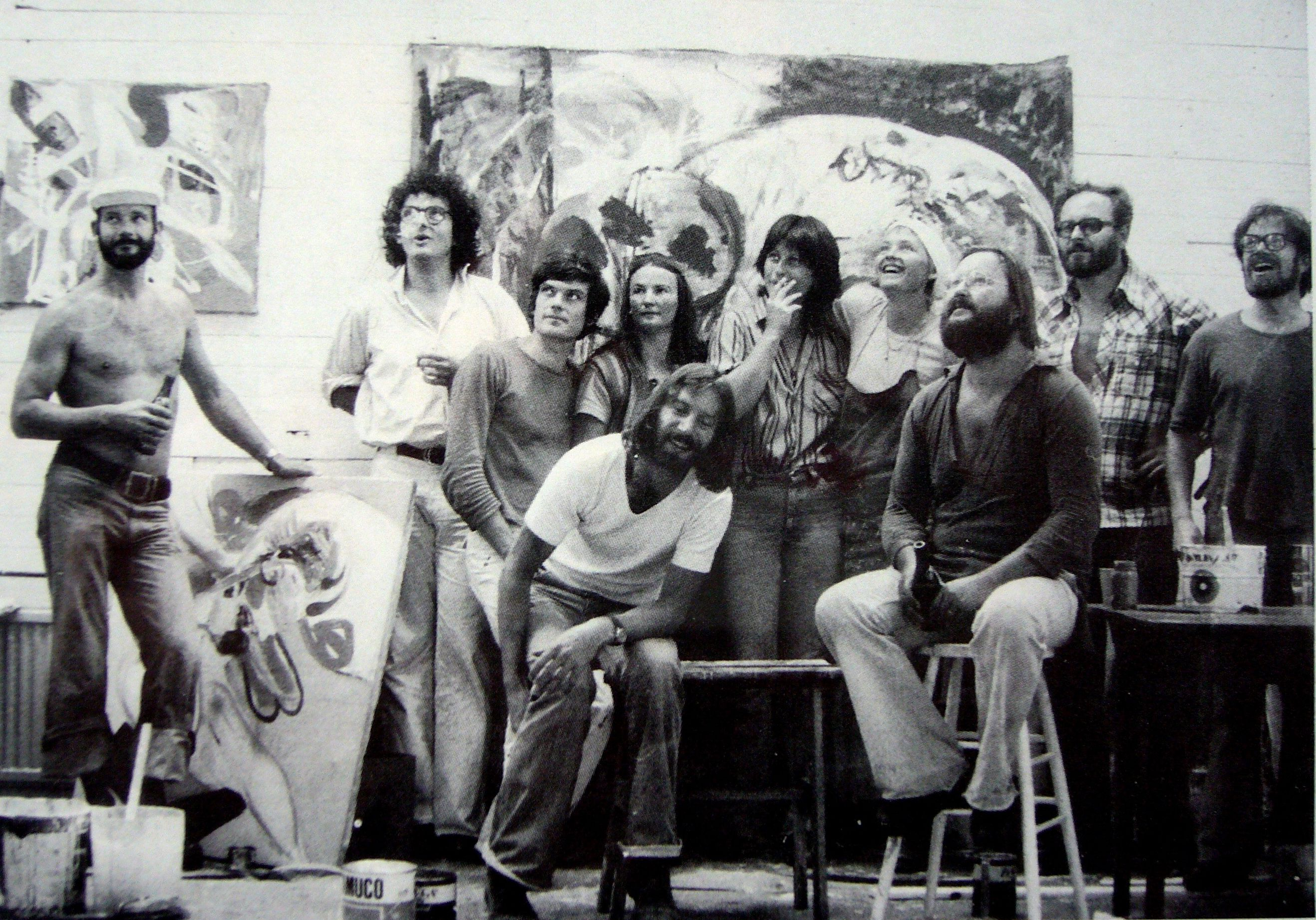
Gruppenfoto, 1976

Das Kollektiv Herzogstrasse war eine Künstlergruppe in München, die von 1975 bis 1982 bestand. Das Gemeinschaftsatelier befand sich in der Herzogstraße 98, die der Künstlergruppe ihren Namen gab.
Das Kollektiv Herzogstrasse wurde 1975 als offene und interdisziplinäre Gruppe mit älteren und jüngeren Künstlern und Künstlerinnen in Ottersberg bei München gegründet, angeregt von den dort organisierten Ausstellungen des Bildhauers Franz Falch. Das Gründungsdokument vom Oktober 1975 ist unterzeichnet von Heimrad Prem, Helmut Sturm und Armin Saub.

## Künstler im Kollektiv Herzogstrasse
Die offene Künstlergruppe bestand aus bis zu 12 Personen:
- Hans Matthäus Bachmayer (1940–2013)
- Renate Bachmayer (* 1940)
- Dietrich Bartscht (* 1951)
- Jutta von Busse (1952–2013)
- Heiko Herrmann (* 1953)
- Thomas Niggl (* 1939)
- Heimrad Prem (1934–1978)
- Armin Saub (* 1939)
- Dieter „Diri“ Strauch (* 1940)
- Ursula Strauch-Sachs (1941–2015)
- Helmut Sturm (1932–2008)
- Heinz Weld (1943–2024)

## Grundidee

Kollektiv Herzogstrasse, 1977

Malen in der Gruppe – die Arbeit von Künstlerinnen und Künstlern in Kollektiven – ist aktueller denn je, weil sie Modelle demokratischer Zusammenarbeit präsentieren, verbunden mit heftigen Diskussionen und gleichzeitig mit Respekt und Empathie für alle Beteiligten. Das geht weit über künstlerische Aktivitäten hinaus und gewinnt gesellschaftliche Relevanz. Es kann Alternativen aufzeigen für ein friedliches und konstruktives Miteinander in einer Gesellschaft, die zunehmend durch Polarisierung und anti-demokratische Kräfte gefährdet ist.

## Gesellschaftliche und künstlerische Voraussetzungen
Gesellschaftliche und künstlerische Voraussetzungen für die Mitglieder des Kollektivs Herzogstrasse waren künstlerische und politische Vernetzungen und freundschaftliche Beziehungen prägend, die unter den Studierenden an der Münchner Akademie der bildenden Künste in den 1960er Jahren entstanden. Verbindend war der immer lauter werdende Ruf nach Reformen in dieser verstaubten und politisch teils belasteten Institution. Diese Kritik weitete sich aus und erfasste die verkrusteten Strukturen und die Blindheit einer Gesellschaft, die in den Wirtschaftswunderjahren jegliche Erinnerung an die Schrecken des Nationalsozialismus und Fragen nach einer möglichen Mitschuld verdrängte. Etliche Mitglieder des Kollektivs nahmen aktiv an den Studentenrevolten von 1968 und an sozialen Reformprojekten teil (darunter das „Kinderforum“, vom Galeristen van de Loo 1970 in München gegründet).
Die Studentenrevolten führten auch zur Stellungnahme, dass man künstlerische Tätigkeiten aufgeben solle zugunsten eines starken politischen Engagements, da die Kunst keine gesellschaftlichen Veränderungen hervorrufen könne. Das Kollektiv Herzogstrasse entschied sich 1975 bewusst für eine Rückkehr zur Malerei und für das Malen in der Gruppe. Die Gruppe als gesellschaftliche Zwischenöffentlichkeit ermöglichte ein Ausbrechen aus der sozialen Isolation und setzte ein klares Statement gegen den „Geniekult“, der nur dem einzelnen Künstler huldigt.
Das Kollektiv Herzogstrasse knüpfte damit auch personell mit seinen Mitgliedern Heimrad Prem, Helmut Sturm und Hans Matthäus Bachmayer an die Tradition der expressiven Gruppenmalerei an, die sich in den 1950er Jahren in München gebildet hatte und international vernetzt war. Prem und Sturm gehörten zu den Mitbegründern der Gruppe SPUR (1957–1965); über den dänischen Künstler Asger Jorn, der in München vom Galeristen Otto van de Loo vertreten wurde, fanden sie Kontakt zur Gruppe CoBrA und zur Situationistischen Internationale. Bachmayer war in den Gruppen WIR (1959–1965) und Geflecht (1965–1967) aktiv, bei letzterer waren teils auch Prem und Sturm dabei. Die Künstler und Künstlerinnen des Kollektivs Herzogstrasse einte das Interesse an diesen älteren Münchner Künstlergruppen sowie an der figurativ gestischen Malerei von Asger Jorn, am abstrakten Expressionismus der Amerikaner und an der gestischen Abstraktion von Emilio Vedova. Hinzu kam das Studium der alten Kunst, z. B. die venezianische Malerei des Cinquecento, vor allem Tintoretto, und das Gesamtkunstwerk des bayerischen Barock.

## Das Kollektiv als „soziale Utopie“ und seine künstlerischen Anliegen

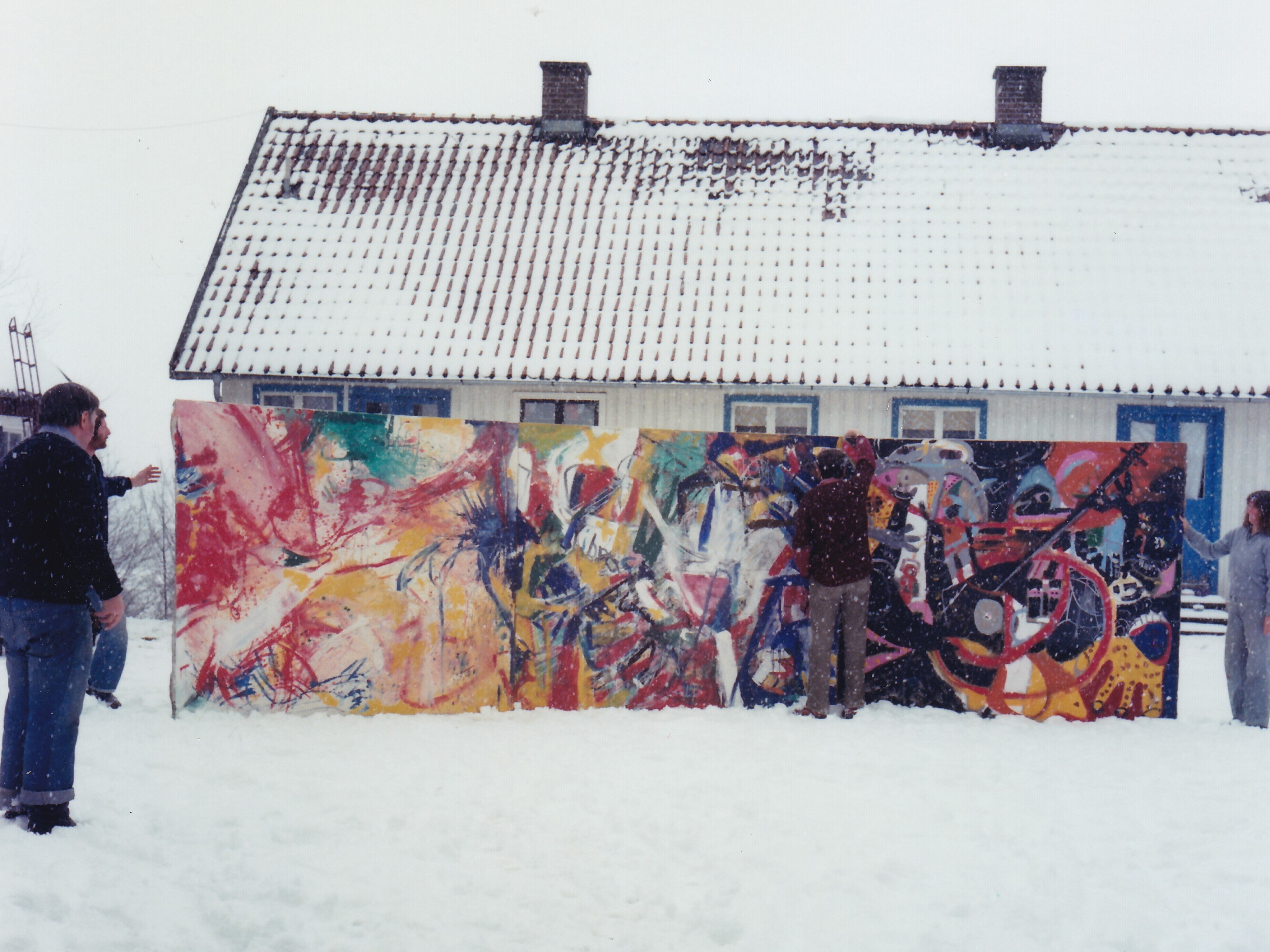
Triptychon, 1976/1977

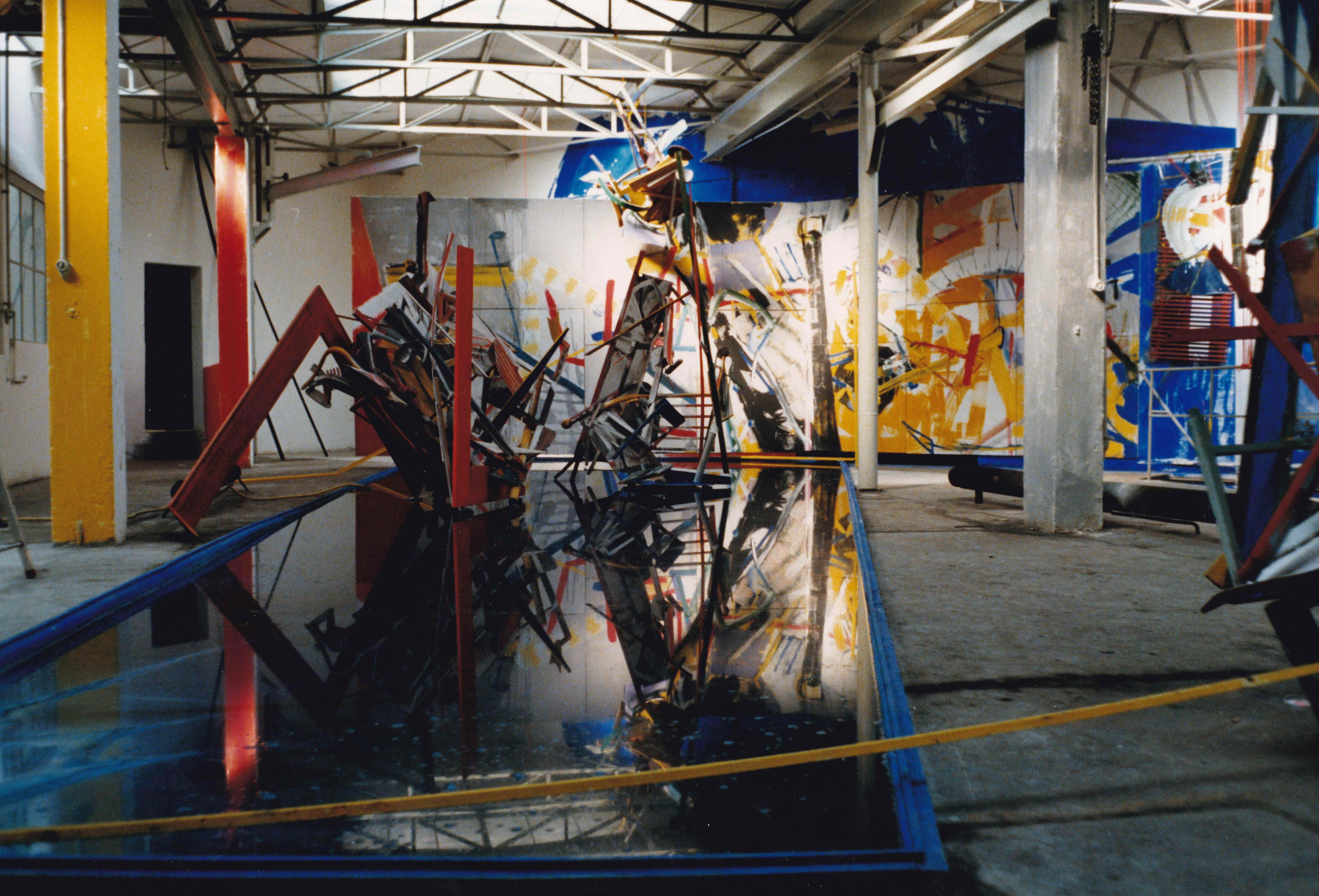
Begehbare Malerei, 1980

Ein zentrales Anliegen des Kollektivs Herzogstrasse war das Malen in der Gruppe, im gemeinsamen Münchner Atelier und bei Arbeitsaufenthalten im südschwedischen Künstlerkollektiv „Bauhaus Situationiste“ in Drakabygget, auf Einladung von Asger Jorns Bruder Jørgen Nash. Welche Chancen der Entwicklung und Veränderung bot das Malen, wenn man es als offenen interdisziplinären Prozess verstand, an dem jeder mitwirken konnte, der Interesse am freien Improvisieren und am Spiel mit verschiedenen Ausdruckswelten hatte? Ähnlich wie im Free Jazz wurde ein Thema immer wieder erweitert und improvisierend aufgegriffen und abgewandelt, um mehr gestalterisches Leben im Bildraum einzufangen, in einer ständig korrigierbaren Sequenz von Soloauftritten und Interaktionen. Aus philosophischer und politischer Sicht suchte das Kollektiv die Gleichberechtigung verschiedenster Ansätze, eine polyfokale Malerei, die aus einem Labyrinth von Formen und Linien entsteht, als Ausdruck einer nicht hierarchischen, demokratischen Auffassung von Kunst.
Mit theoretischen Debatten und kollektiver künstlerischer Produktion entstand ein offenes Netzwerk von wechselnden Arbeitszusammenhängen. Das sahen alle Beteiligten auch als Experiment an, um neue Lebensformen zu verwirklichen. Das gemeinsame Malen entwickelte sich zum „kommunikatives Spiel“, das Künstler aus Vereinzelung und Entfremdung heraustreten lässt und in seiner facettenreichen Pluralität zum Ausdruck einer sozialen Phantasie wird. „Gemeinsames Malen hat die Zusammenarbeit zum Ziel, die Aktivierung einer praktischen Kraft, die das garantierte Denken sprengt und im gemeinsamen Handeln eine wesentliche Erweiterung, wenn nicht sogar die Wiedergewinnung unserer sozialen Verwirklichung ermöglicht.“
Große offene Gruppen, die in wechselnden Konstellationen zusammenarbeiten, können im Fluktuieren der Interessen und Zielsetzungen meist nur temporär bestehen. 1979 reduzierte sich die Mitgliederanzahl im Kollektiv Herzogstrasse auf fünf Künstler – Dieter Strauch, Heiko Herrmann, Armin Saub, Helmut Sturm und Heinz Weld – deren gemeinsames Thema die Expansion der Malerei in den Raum war. Das gemeinsame Malen wurde in einem begehbaren Gesamtraum zusammengeführt, zu mehrdimensionalen Farb-Formkomplexen verdichtet, die sich aus verschiedenen Aggregatszuständen in immer neue Formationen hinein konkretisieren und die Betrachter sozusagen in den „Bauch der Malerei“ führen. Mit den „Bild-Raum-Objekten“ und großformatigen Bildern auf Leinwand, dazu bemalte Folien und Latten, bunte Schnüre und Ähnliches, entstanden 1980 in München zwei temporäre Rauminstallationen im Dialog mit der vorgefundenen Architektur: zunächst das Rhizom – Farbe im Souterrain im Kunstforum unter der Maximilianstraße, dann die Begehbare Malerei im ehemaligen Fabrikgebäude Lothringer Straße 13.
Auch nach der offiziellen Auflösung des Kollektivs 1982 formierten sich immer wieder kleine Gruppen für gemeinsame Malaktionen, u. a. 1992 mit Heiko Herrmann und Armin Saub auf Einladung der Gruppe Clara Mosch in deren Atelier in Chemnitz, oder mit Installationen im urbanen Raum – bis 2011 die „Bildsegler – Armin Saub und Heinz Weld“.

## Ausstellungen und Projekte
- 1976: Galerie St. Petri, Lund (Schweden): Kollektiv Herzogstraße
- 1977: Kunstverein Amager Kunstforening und Tarnby Radhus, Kopenhagen (Dänemark): Kollektiv Herzogstraße
- 1977: Galerie Niks Malergård, Lone Wienberg-Hansen, Viby (Dänemark): Kollektiv Herzogstrasse
- 1978: Galerie der Künstler, München: Präsentationen 78 mit dem Kollektiv Herzogstrasse
- 1978: Alternativ-Galerie Klaus Lea, München: Kollektiv Herzogstrasse
- 1978: Galerie 38, Kopenhagen: Kollektiv Herzogstrasse besoger Kanal II
- 1979: Stadtteilgalerie Amalienpassage, München: Farbe, Raum, Malerei (Raumbilder des Kollektivs Herzogstrasse), Eröffnungsausstellung der Galerie mit dem Kollektiv Herzogstrasse, zusammen mit der Präsentation von Einzelarbeiten der Mitglieder des Kollektivs Herzogstrasse in der Alternativ-Galerie Klaus Lea, München.
- 1980: Kunstverein Erlangen, Palais Stutterheim in Erlangen: Kollektiv Herzogstrasse – Gruppen- und Einzelarbeiten
- 1980: Kunstforum, Städtische Galerie im Lenbachhaus, München: Rhizom – Farbe im Souterrain, eine Rauminstallation des Kollektivs Herzogstrasse
- 1980: Künstlerfabrik Lothringer Straße 13, Kulturreferat der Landeshauptstadt München: Begehbare Malerei, eine Rauminstallation des Kollektivs Herzogstrasse
- 1980: Verleihung des tz-Rosenstraußes an das Kollektiv Herzogstrasse für herausragende künstlerische Gemeinschafts- und Einzelarbeiten
- 1981: Taxispalais – Kunstverein Innsbruck: Rückkehr zur Spontanität
- 1982: Schloss Charlottenborg, Kopenhagen: Kulturens Myretue, Teilnahme des Kollektivs Herzogstrasse
- 1982: Galerie der Künstler, München: Narrativ – Expressiv, Teilnahme des Kollektivs Herzogstrasse
- 1982: Galerie Schwankel, Erding: Terra Ferma, Einzelarbeiten und Malaktion des Kollektivs Herzogstrasse mit großem Gemeinschaftsbild
- 1983: Galerie im Ganserhaus, Wasserburg am Inn: Cobra, Spur, Wir, Geflecht, Kollektiv Herzogstrasse, Einzel- und Gruppenarbeiten
- 1984: Galerie der Künstler, München: Cobra, Spur, Wir, Geflecht, Kollektiv Herzogstrasse, Einzel- und Gruppenarbeiten
- 1985: Bonner Kunstverein und Raum 41: Cobra, Spur, Wir, Geflecht, Kollektiv Herzogstrasse, Einzel- und Gruppenarbeiten
- 1985: Gesellschaft für aktuelle Kunst e. V. Bremen: Cobra, Spur, Wir, Geflecht, Kollektiv Herzogstrasse, Einzel- und Gruppenarbeiten
- 1985: Galerie Moderne, Willi Omme, Silkeborg, Dänemark: Cobra, Spur, Wir, Geflecht, Kollektiv Herzogstrasse, Einzel- und Gruppenarbeiten
- 1985: Galerie Ingrid Streubel, Nürnberg: Umkreis Spur Geflecht – Malerkollektiv Herzogstrasse
- 1986: Städtische Galerie im Cordonhaus, Cham: Gruppenarbeit: Geflecht 1965–68 und Kollektiv Herzogstrasse 1975–82
- 1987: Galerien Helmut Leger und Klaus Lea, München: Kollektiv Herzogstrasse und Florian Rötzer
- 1989: Galerie Fasanenstraße 12: Kollektiv Herzogstrasse

Das Kollektiv Herzogstrasse mit seinen Werken und Schriften wurde auch nach der offiziellen Auflösung der Gruppe 1982 und nach den gemeinsamen Ausstellungen bis 1992, von den 1990er Jahren bis heute immer wieder in Einzelausstellungen bzw. in Ausstellungen, die der Thematik „Gruppenmalerei“ und sozialen Utopien gewidmet sind, präsentiert:
- 1996: Galerie Helmut Leger, München: Spur – Wir – Geflecht – Kollektiv Herzogstrasse, Gemeinschafts- und Einzelarbeiten
- 1996: Kunstverein Speyer, Speyer: Kollektiv Herzogstrasse
- 1996: Bürgerhaus Unterschleißheim bei München: Münchner Informel aus der Sammlung der Niederreuther-Stiftung, mit Arbeiten des Kollektivs Herzogstrasse
- 1999: Galerie Barthel, Berlin: Kollektiv Herzogstrasse
- 1999: Städtische Galerie im Lenbachhaus, München: Das Gedächtnis öffnet seine Tore. Die Kunst der Gegenwart im Lenbachhaus München, mit Gemeinschafts- und Einzelarbeiten des Kollektivs Herzogstraße
- 2000: Kunst Centret Silkeborg Bad, Dänemark: Frihedens Vaerksted, mit Jorgen Nash, Lis Zwick, dem Kollektiv Herzogstrasse u. a.
- 2012: Galerie van de Loo: Malen in der Gruppe. Das Kollektiv Herzogstrasse 1975–1982
- 2013, Stadtmuseum München: Wem gehört die Stadt? Manifestationen neuer sozialer Bewegungen im München der 1970er Jahre (Beteiligung)
- 2016: Museum für aktuelle Kunst – Durbach – Sammlung Durrle: Verzurrte Welt. Heiko Herrmann und das Kollektiv Herzogstraße
- 2018: Galerie Klaus Lea: CoBrA–SPUR–Wir–Geflecht–Kollektiv Herzogstrasse. Replay/Nachspiel
- 2025: SanDepot Aichach: Farbsingen in dunklen Zeiten – Kollektiv Herzogstrasse, Weibsbilder und King Kong Kunstkabinett im Chor[1]